# 二階堂 (鎌倉市)
二階堂（にかいどう）は神奈川県鎌倉市鎌倉地域にある大字。住居表示未実施区域。

## 地理・歴史
地名の由来は、源頼朝が奥州合戦後の凱旋の際、中尊寺大長寿院の二階堂を模して、当初に永福寺という二階堂（=二階建ての建物。当時、二階建ての建物はかなり珍しく、いわば「非常に立派な建物」を意味した）を建立したことに由来する。建久3年（1192年）11月25日に本堂が完成し、落慶供養が行われた（永福寺は応永12年（1405年）の後に廃絶）。
戦国時代には小坂郡（小坂郷、おさか — ）二階堂郷となされ、豊臣秀吉の小田原征伐の際に当地を掌握しようとしていたことが、「豊臣秀吉禁制」の宛書に記されていることからわかる。
江戸時代に入り正保国絵図や元禄内国改定図では「二階堂村」一村として記されているが、いつの頃からか西御門、浄明寺、十二所が同じ大倉の谷に存在するとして「谷合（やつあい）四ケ村」と称された。
明治22年（1889年）の市町村制により東鎌倉村の大字、明治27年（1894年）に鎌倉町、昭和14年（1939年）から鎌倉市の大字となって現在に至る。小名として四ツ石小路、東御門、杉ケ谷、西ケ谷、亀ケ渕、向荏柄、稲葉越、熊野谷、杉本小路などの地名が残る。

### 地価
住宅地の地価は、2023年（令和5年）1月1日の公示地価によれば、二階堂字西ヶ谷267番151の地点で13万4000円/m2となっている。

## 世帯数と人口
2023年（令和5年）9月1日現在（鎌倉市発表）の世帯数と人口は以下の通りである。
| 大字   | 世帯数    | 人口    |
| ------ | --------- | ------- |
| 二階堂 | 1,186世帯 | 2,726人 |

### 人口の変遷
国勢調査による人口の推移。
| 年                 | 人口  |
| ------------------ | ----- |
| 1995年（平成7年）  | 2,847 |
| 2000年（平成12年） | 2,801 |
| 2005年（平成17年） | 2,659 |
| 2010年（平成22年） | 2,800 |
| 2015年（平成27年） | 2,719 |
| 2020年（令和2年）  | 2,733 |

### 世帯数の変遷
国勢調査による世帯数の推移。
| 年                 | 世帯数 |
| ------------------ | ------ |
| 1995年（平成7年）  | 1,040  |
| 2000年（平成12年） | 1,088  |
| 2005年（平成17年） | 1,080  |
| 2010年（平成22年） | 1,189  |
| 2015年（平成27年） | 1,156  |
| 2020年（令和2年）  | 1,173  |

## 学区
市立小・中学校に通う場合、学区は以下の通りとなる（2017年（平成29年）7月時点）。
| 番地 | 小学校             | 中学校             |
| ---- | ------------------ | ------------------ |
| 全域 | 鎌倉市立第二小学校 | 鎌倉市立第二中学校 |

## 事業所
2021年（令和3年）現在の経済センサス調査による事業所数と従業員数は以下の通りである。
| 大字   | 事業所数  | 従業員数 |
| ------ | --------- | -------- |
| 二階堂 | 103事業所 | 450人    |

### 事業者数の変遷
経済センサスによる事業所数の推移。
| 年                 | 事業者数 |
| ------------------ | -------- |
| 2016年（平成28年） | 81       |
| 2021年（令和3年）  | 103      |

### 従業員数の変遷
経済センサスによる従業員数の推移。
| 年                 | 従業員数 |
| ------------------ | -------- |
| 2016年（平成28年） | 331      |
| 2021年（令和3年）  | 450      |

## 交通

### 道路
- 神奈川県道204号金沢鎌倉線

## 施設

### 寺社・旧跡
- 鎌倉宮
- 荏柄天神社
- 杉本寺
- 覚園寺
- 瑞泉寺
- 永福寺跡

### その他
- 鎌倉市立第二小学校
- 鎌倉警察署 浄明寺駐在所

## 著名な住民
- 二階堂氏
- 三浦光村
- 北条教時
- 川端康成（ノーベル文学賞日本人初の受賞者作家・文化勲章受章・鎌倉市名誉市民） - 1937年（昭和12年）に鎌倉市二階堂325に移り住む。
- 蒲原有明（詩人）
- 深田久弥（作家）
- 三浦光子（女優）
- 平山郁夫（画家。鎌倉市名誉市民）
- 星野椿（俳人）

## その他

### 日本郵便
- 郵便番号 : 248-0002[3]（集配局 : 鎌倉郵便局[18]）。